# Groupe de Colombo
Le groupe de Colombo désigne, à partir de 1954, les cinq États à l'initiative de la conférence de Bandung qui a eu lieu du 18 au 24 avril 1955. Ils sont l'Inde, Ceylan (actuel Sri Lanka), l'Indonésie, la Birmanie et le Pakistan. À l'initiative de Sir John Kotelawala, le groupe de Colombo naît de la volonté du Premier ministre de Ceylan d'apaiser les tensions indo-pakistanaises, liées à la question du Cachemire, territoire frontalier entre l'Inde et le Pakistan. Les cinq États se réunissent alors entre avril et mai 1954. Dans les faits, aucune résolution ne fut trouvée à propos du conflit au Cachemire, mais le groupe de Colombo décida de convoquer en Indonésie, dès l'année suivante, une conférence réunissant des pays asiatiques et africains. Ce sera la célèbre conférence de Bandung.
Lors de cette même réunion qui les unit, les cinq États du groupe de Colombo décident d'approuver la mise en place du cessez-le-feu en Indochine (les accords de Genève venaient alors d'être signés), et réclament la cessation des essais nucléaires par les grandes puissances, ainsi que l'entrée dans l'Organisation des Nations unies de la république populaire de Chine (alors représentée par la république de Chine - Taïwan). 
Les réunions du groupe de Colombo ont également pour objectif de créer une solidarité entre les différents États d'Asie du Sud-Est face au colonialisme et à la « pactomanie » américaine. En effet, les pays occidentaux, États-Unis en tête, concluent en 1954 des négociations mettant en place l'Organisation du traité de l'Asie du Sud-Est, appelé également le « pacte de Manille ». Le Pakistan se désolidarise cependant du groupe de Colombo et entre dans cette alliance militaire.
Le groupe de Colombo réussit tout de même à organiser la future conférence entre États africains et asiatiques, qui marque le début du mouvement des non-alignés et de l'émancipation du « Tiers-monde ».